# Jovtneve, Icinea
Jovtneve (în ucraineană Жовтневе) este un sat în comuna Vilșana din raionul Icinea, regiunea Cernihiv, Ucraina.

## Demografie
Componența lingvistică a localității Jovtneve
     Ucraineană (92,86%)
     Rusă (7,14%)
Conform recensământului din 2001, majoritatea populației localității Jovtneve era vorbitoare de ucraineană (92,86%), existând în minoritate și vorbitori de rusă (7,14%).